# Ostoje (województwo mazowieckie)
Ostoje – wieś w Polsce położona po lewej stronie rzeki Liwiec w województwie mazowieckim, w powiecie siedleckim, w gminie Mordy. 
Sołectwo obejmuje sąsiednie wsie Pióry-Pytki i Ostoje.
Wieś szlachecka położona była w drugiej połowie XVI wieku w ziemi łukowskiej województwa lubelskiego.  W latach 1975–1998 miejscowość położona była w województwie siedleckim.
Wierni Kościoła rzymskokatolickiego należą do parafii  Nawiedzenia Najświętszej Maryi Panny w Bejdach lub do parafii św. Jana Chrzciciela w Radzikowie Wielkim.